# Федорченко, Степан Алексеевич
Степан Алексеевич Федорченко (1908, Журавская, Кубанская область — 1986, Журавская, Краснодарский край) — комбайнер Выселковской МТС Выселковского района Краснодарского края, Герой Социалистического Труда.

## Биография
Родился в 1908 году в станице Журавская (ныне — в Кореновском районе Краснодарского края) в семье потомственного казака. Член КПСС.
В 1930—1968 гг.:
- 1930—1937 колхозник колхоза «Путь к коммунизму»,
- 1937 учащийся Новопокровской школы механизаторов сельского хозяйства
- 1937—1941 тракторист, комбайнёр Выселковской машинно-тракторной станции,
- 1941—1947 служба в Армии, участник Великой Отечественной войны, номер орудия батареи 76-миллиметровых пушек 193-го пластунского полка 9-й пластунской дивизии 1-го Украинского фронта,
- 1947—1968 тракторист и комбайнер Выселковской МТС, колхоза «Путь к коммунизму» Выселковского района Краснодарского края.

Указом Президиума Верховного Совета СССР от 20 мая 1952 года присвоено звание Героя Социалистического Труда с вручением ордена Ленина и золотой медали «Серп и Молот».
Награждён орденом Ленина (1950), двумя орденами Красной Звезды, орденами Отечественной войны 1-й степени и Трудового Красного Знамени, и медалями «За отвагу», «За боевые заслуги», «За победу над Германией», «За трудовую доблесть».
Умер в станице Журавская в 1986 году.